# تنبل سه‌انگشتی
تنبل سه‌انگشتی (نام علمی: Bradypus) نام یک سرده از زیرراسته تنبل است.

## گونه‌ها
- تنبل سه‌انگشتی کوتوله،  Bradypus pygmaeus
- تنبل یال‌دار،  Bradypus torquatus
- تنبل گلوکم‌رنگ،  Bradypus tridactylus
- تنبل گلوقهوه‌ای،  Bradypus variegatus